# Luz Croxatto
María de la Luz Croxatto Díaz (Santiago de Chile, 15 de marzo de 1962) es una actriz y guionista chilena de teatro, cine y televisión. También se ha desempeñado como directora de teatro y traductora de adaptación. 

## Primeros años de vida
Nació el 15 de marzo de 1962 en Santiago. Hija del médico e investigador, especialista en anticoncepción de emergencia, Horacio Croxatto Avoni, nieta de Héctor Croxatto Rezzio, Premio Nacional de Ciencias de Chile de 1979 y hermana de la bailarina Isabel Croxatto. 
Estudió en el Colegio Villa María Academy de Santiago. En los inicios de la década del 1980, ingresó a estudiar Educación Diferencial en la Universidad de Chile, y pese a que nunca ejerció su profesión, sigue pendiente de apoyar en necesidades de esa especialidad.

## Vida profesional
Estudió teatro en la Escuela de Teatro Imagen, academia de Gustavo Meza, donde ingresa en 1985. Cuando se encuentra en su segundo año de estudios, actúa por primera vez en una telenovela, La última cruz de Canal 13. Paralelamente, se dedicó a traducir las teleseries brasileñas que exhibe el canal de Televisión de la Universidad Católica, institución que además la hace participar en un curso de capacitación para guionistas.
Es conocida en telenovelas por haber interpretado entrañables personajes secundarios cómicos como Evelyn Jara Machuca en Amor a domicilio y Zoila Corona de los Reyes en Marparaíso. La actriz, que se encuentra en el presente alejada del mundo de las telenovelas, gran parte de su carrera televisiva la realizó en producciones de Canal 13, aunque también incursionó en TVN.
Fue integrante del Colegio de premiación de los Premio Altazor de las Artes Nacionales.
Últimamente ha trabajado como guionista de la exitosa serie de Mega Casado con hijos, por la que ganó junto a su equipo de guionistas el premio Altazor 2007 al Mejor Guion de Televisión.
En 2007 participó en el capítulo de Grandes Chilenos de nuestra historia dedicado a Salvador Allende, donde tuvo que actuar como su «defensora». En 2010 formó parte del jurado de Circo de estrellas, transmitido por TVN.

## Filmografía
- Hay algo allá afuera (1990) - Teresa
- Los agentes de la KGB también se enamoran (1992) - Paola
- En busca del falo dorado (1992)
- La rubia de Kennedy (1995) - Julia
- El último cierra la puerta (1996) - Virginia
- Cicatriz (1996) - María Luisa
- El fotógrafo (2002) - Ginette
- Bienvenida realidad, la película (2004) - Claudia
- Rara (2016) - Eugenia
- 7 semanas (2016)
- La mujer saliendo del mar (2018)

## Televisión

### Como actriz
Telenovelas
| Teleseries | Teleseries           | Teleseries                | Teleseries | Teleseries |
| Año        | Título               | Rol                       | Canal      |            |
| ---------- | -------------------- | ------------------------- | ---------- | ---------- |
| 1987       | La última cruz       | Delfina Zazar             | Canal 13   |            |
| 1988       | Semidiós             | Sonia Vega                | Canal 13   |            |
| 1990       | ¿Te conté?           | Mónica Johnson            | Canal 13   |            |
| 1991       | Volver a empezar     | Romina Jara               | TVN        |            |
| 1992       | Trampas y caretas    | Marcela Dupré             | TVN        |            |
| 1994       | Champaña             | Pilar                     | Canal 13   |            |
| 1995       | El amor está de moda | Florencia                 | Canal 13   |            |
| 1995       | Amor a domicilio     | Evelyn Jara Machuca       | Canal 13   |            |
| 1996       | Adrenalina           | Penélope Paris            | Canal 13   |            |
| 1997       | Playa salvaje        | Sheila Chester            | Canal 13   |            |
| 1998       | Marparaíso           | Zoila Corona de los Reyes | Canal 13   |            |
| 2000       | Sabor a ti           | Nubidia "Nubi"            | Canal 13   |            |
| 2001       | Piel canela          | Francisca Germano         | Canal 13   |            |
| 2005       | 17                   | Lucía Maturana            | TVN        |            |

Series y unitarios
| Serie de televisión | Serie de televisión             | Serie de televisión | Serie de televisión | Serie de televisión |
| Año                 | Título                          | Rol                 | Canal               |                     |
| ------------------- | ------------------------------- | ------------------- | ------------------- | ------------------- |
| 1992                | Estrictamente sentimental       |                     | TVN                 |                     |
| 1996                | Madre e hijo                    |                     | TVN                 |                     |
| 1996                | Amor a domicilio, la comedia    | Evelyn Jara Machuca | Canal 13            |                     |
| 2002                | Bienvenida realidad             | Claudia             | TVN                 |                     |
| 2004                | Loco por ti                     | Bianca Selman       | TVN                 |                     |
| 2004                | Tiempo final: en tiempo real    | Leticia             | TVN                 |                     |
| 2005                | La Nany                         | Marie Chantal       | Mega                |                     |
| 2005                | La vida es una lotería          | Loreto / Carmen     | TVN                 |                     |
| 2007                | Hotel para dos                  | Marisol Hernández   | TVN                 |                     |
| 2011                | Los archivos del Cardenal       | Rafaella Troncoso   | TVN                 |                     |
| 2013                | El hombre de tu vida            | Lucy                | Canal 13            |                     |
| 2013                | Ecos del desierto               | Ana María Cádiz     | Chilevisión         |                     |
| 2013                | Maldito corazón                 | Sra. Esquivel       | Chilevisión         |                     |
| 2015                | El bosque de Karadima, la serie | Luz                 | Chilevisión         |                     |
| 2017                | 12 días que estremecieron Chile | Marta               | Chilevisión         |                     |

Programas
- Jappening con Já (Mega, 1991-1992) - Varios personajes
- Tuti Cuanti (Canal 13, 1995-1997) - Varios personajes
- Grandes Chilenos (TVN, 2007) - Participante
- Circo de estrellas (TVN, 2010) - Jueza

### Como guionista
- La Nany (Mega, 2005)
- Casado con hijos (Mega, 2006-2008)
- Mis años grossos (Chilevisión, 2009)
- Algo habrán hecho por la historia de Chile (TVN, 2010)
- Bim bam bum (TVN, 2013)
- Los años dorados (UCV Televisión, 2015)
- Soltera otra vez 3 (Canal 13, 2018)
- Casado con hijos (Mega, 2024)

### Como traductora de adaptación
- Ángel malo (Canal 13, 1986)
- La invitación (Canal 13,1987)
- Semidiós (Canal 13, 1988)
- Bravo (Canal 13, 1989)
- ¿Te conté? (Canal 13, 1990)
- Trampas y caretas (TVN, 1992)

### Como directora de actores
- Amor a domicilio (Canal 13, 1995)
- Marparaíso (Canal 13, 1998)
- Cerro Alegre (Canal 13, 1999)
- Sabor a ti (Canal 13, 2000)

- Datos: Q5984989